# Bernard Freyberg
Generalløjtnant Bernard Cyril Freyberg, 1. Baron Freyberg VC, GCMG, KCB, KBE, DSO med tre bjælker (født 21. marts 1889, død 4. juli 1963) var en britisk født newzealandsk Victoria Cross modtager og soldat, som senere blev generalguvernør over New Zealand. 
Som veteran fra den mexicanske revolution blev han officer i den britiske hær under 1. verdenskrig. Freyberg var den første officer på standen under slaget om Gallipoli og den yngste general i den britiske hær under 1. verdenskrig. Senere gjorde han tjeneste på Vestfronten hvor han blev tildelt Victoria Cross. Han kunne lide at være der hvor det gik hedest til – Winston Churchill kaldte ham "salamanderen" fordi han godt kunne lide ild. 
Under 2. verdenskrig havde han kommandoen over det newzealandske ekspeditionskorps under slaget om Kreta, under Felttoget i Nordafrika og Felttoget i Italien. Freyberg var involveret i nederlaget under slaget om Grækenland, blev igen besejret i slaget om Kreta og havde succes med at lede den newzealandske division under Felttoget i Nordafrika, herunder i slaget om el-Alamein. 
I Italien blev han som korpschef igen besejret i slaget om Monte Cassino, men undsatte senere Padua og Venedig og var den første, som rykke ind i Trieste, hvor han med held modstod Titos partisaner. Ved slutningen af 2. verdenskrig havde Freyberg brugt 10½ år på at kæmpe mod tyskerne.

## Tidlige år
Freyberg blev født i Richmond ved London, men flyttede sammen med sine forældre til New Zealand da han var to. Han gik på Wellington College fra 1897 til 1904.
Han var en dygtig svømmer og vandt det newzealanske mesterskab over 100-yards i 1906 og 1910.
Den 22. maj 1911 blev han formelt registreret som tandlæge. Han arbejdede som assisterende tandlæge i Morrinsville og praktiserede senere i Hamilton og Levin.  Mens han boede i Morrinsville blev han opfordret til at påtage sig en underordnet officerspost i den lokale reservehærenhed, men han opnåede ikke at blive udnævnt til officer.  
Freyberg forlod New Zealand i marts 1914. Der findes arkivoplysninger om ham i San Francisco og Mexico, hvor han måske tog del i den Mexicanske revolution som dengang hærgede landet. Efter at have hørt om udbruddet af 1. verdenskrig i Europa i august 1914 rejste han til England.

## 1. verdenskrig
I slutningen af 1914 mødte Freyberg  den britiske marineminister Winston Churchill og overtalte ham til at udnævne sig til officer i Royal Naval Volunteer Reserve i Hood-bataljonen i den nyopstillede Royal Naval Division.
I 1915 blev Freyberg involveret i felttoget ved Dardanellerne. Under de allieredes første landgang efter det mislykkede forsøg på at sejle gennem strædet, svømmede Freyberg i land i Sarosbugten. Da han var kommet i land begyndte han at tænde signalblus for at aflede de tyrkiske forsvarere fra den faktiske landgang, som foregik ved  Gallipoli. Selv om han kom under kraftig tyrkisk beskydning, kom han sikkert tilbage fra sin udflugt. For denne dåd fik han Distinguished Service Order. Han blev alvorligt såret ved flere lejligheder, og forlod halvøen, da han division blev evakueret i januar 1916.
I maj 1916 blev Freyberg overført til den britiske hær som kaptajn i Queen's (Royal West Surrey) Regiment. Imidlertid blev han ved Hood bataljonen som en ekstra midlertidig major og tog med dem til Frankrig. Under de afsluttende faser af slaget ved Somme, udmærkede han sig, mens han havde kommandoen over en bataljon som midlertidig oberstløjtnant. Og det ved erobringen af landsbyen Beaucourt at han blev tildelt Victoria Cross. Den 13. november 1916 ved Beaucourt-sur-Ancre i Frankrig. Efter at Freybergs bataljon havde ført det indledende angreb gennem fjendens system af skyttegrave, fik han samling på sine egne mænd og nogle andre, og førte dem under et vellykket angreb mod deres sekundære mål, hvorunder han blev såret to gange, men fortsatte med at lede og holdt stand i løbet af dagen og natten. Da han fik forstærkninger næste morgen angreb og erobrede en stærkt befæstet landsby og tog 500 fanger. Selv om han blev såret to gange mere, og den anden gang alvorligt, nægtede Freyberg at forlade linjen før han havde udstedt afsluttende ordrer. Begrundelsen for ordenen, som blev offentliggjort i London Gazette beskrev resultatet af disse aktioner og fastslog at "[Freyberg] muliggjorde at korpsets stilling kunne holdes permanent, og på dette sted blev linjen til sidst fastlagt" som grundlag for senere fremstød.
Under sit ophold på Vestfronten fortsatte Freyberg med at lede gennem sit eksempel. Hans lederskab havde imidlertid omkostninger: Freyberg blev såret ni gange i løbet af tjenesten i Frankrig, og mænd som senere gjorde tjeneste under ham hævdede, at der stort set ikke var et sted på hans krop, hvor der ikke var ar.  
Freyberg blev forfremmet til midlertidig brigadegeneral (om end han stadig kun havde permanent rang af kaptajn) og overtog kommandoen over en brigade i 58. division i april 1917, hvilket efter sigende betød, at han var den yngste general i den britiske hær. Han blev tildelt en Companion of the Order of St Michael and St George samme år. I september slog en granat ned og eksploderede ved hans fødder. Det afstedkom de værste af hans mange sår. Da han vendte tilbage til sin post i januar 1918 kommanderede han igen 88. brigade i 29. division, hvor han udmærkede sig under den tyske offensiv i marts-april 1918. Han fik en bjælke til sin DSO i september det år. 
Freyberg sluttede krigen med at lede en kavaleri eskradron fra 7. dragongarde ved erobringen af en bro ved Lessines. Det blev afsluttet et minut før våbenstilstanden trådte i kraft, hvilket sikrede ham en tredje DSO. Ved krigens slutning havde Freyberg også fået det franske Croix de Guerre, og var blevet nævnt i depecher fem gange efter hans eskapade ved Saros.

## Mellemkrigstiden
I starten af 1919 blev Freyberg tildelt en fast stilling i grenadergarden og indrettede sig på at være soldat i fredstid. Fra 1921 til 1925 var han stabsofficer i hovedkvarteret for 44. division. Han havde helbredsproblemer som følge af sine mange sår, og som led i hans rekonvalescens besøgte han New Zealand i 1921. 
Den 14. juni 1922 giftede han sig med Barbara McLaren (en datter af Sir Herbert Jekyll og enke efter Hon. Francis McLaren) i St Martha on the Hill. Barbara havde to børn fra sit tidligere ægteskab, og sammen fik de senere en søn Paul, som blev født i 1923. 
Ved parlamentsvalget i 1922 var han opstillet som uafhængig liberal kandidat i Cardiff Syd. Han blev ikke valgt, men blev dog nr. 2 i kredsen. Han repræsenterede New Zealand i den Internationale Olympiske Komite i 1928-1930. Efter at være blevet forfremmet til major i 1927 (efter at have været kaptajn siden 1916), beklædte han en GSO2 stabspost ved hovedkvarteret for Eastern Command indtil februar 1929 hvor han blev forfremmet til oberstløjtnant og udpeget til at lade 1. bataljon i Manchester regimentet. I 1931 blev han forfremmet til oberst (med rang fra 1922) og blev udnævnt til assisterende generalkvartermester for Southern Command. I september 1933 skiftede han til en GSO1 post i krigsministeriet før han blev forfremmet til generalmajor i juli 1934.
Med denne forfremmelse i en alder af blot 45 syntes han at være på vej mod de højeste poster i hæren. En lægeundersøgelse inden en post i Indien afslørede et hjerteproblem. Trods ihærdige anstrengelser for at overvinde dette, var Freyberg, som blev udnævnt til Companion of the Order of the Bath i 1936, tvunget til at tage sin afsked den 16. oktober 1937.

## 2. verdenskrig
Den britiske hær klassificerede Freyberg som utjenstdygtig i 1937, men efter udbruddet af 2. verdenskrig i september 1939 vendte han tilbage til aktiv tjeneste i december som særligt beskæftiget generalmajor.  Efter en henvendelse fra den newzealandske regering tilbød Freyberg sin tjeneste og blev efterfølgende udnævnt til kommandant for 2. newzealandske ekspeditionsstyrke og for 2. newzealandske division. 
Under tilbagetrækningen fra det græske fastland i 1941, gav  London Freyberg kommandoen over de Allierede styrker i Slaget om Kreta. Hans brug af ULTRA efterretninger under slaget er genstand for kontroverser.
Efter at være blevet udnævnt til generalløjtnant og blevet ridder som Knight Commander of the Order of the British Empire fortsatte Freyberg med at lede den 2. newzealandske division under felttoget i Nordafrika og Italien i 8. armé. Han havde ry for at være en fremragende taktiker på divisionsniveau. Churchill beskrev Freyberg som sin "salamander" på grund af at han elskede at være i ilden og altid var der hvor det skete.
Freyberg var imidlertid stærkt uenig med sin overordnede general Claude Auchinleck, og insisterede på, at en leder af et nationalt kontingent havde ret til at afvise ordrer, hvis disse ordrer var i modstrid med New Zealands nationale interesser. På den anden side havde Freyberg et godt forhold til general Bernard Montgomery, som havde høje tanker om den erfarne newzealænder. 
I det klimaktiske slag om el-Alamein i oktober-november 1942 spillede den newzealandske division en vigtig rolle i de Allieredes endelige gennembrud. For sit lederskab i den forbindelse blev Freyberg straks udnævnt til Knight Commander of the Order of the Bath. Under den efterfølgende forfølgelse af aksestyrkerne gennem Nordafrika til Tunesien, hvor de til sidst overgav sig, anførte han newzealænderne i en række veludførte venstre hooks, der havde til formål at omgå flanken på en successiv række af fjendtlige forsvarslinjer. 
Freyberg blev såret ved et flyuheld i september 1944. Efter seks uger på hospitalet vendte han tilbage for at lede den newzealandske division under dens sidste operationer, som omfattede en række flodovergange og en fremrykning på 400 km på tre uger. Da Tyskland kapitulerede var newzealænderne nået til Trieste, efter allerede at have befriet både Padua og Venedig, hvor der var en kort konfrontation med jugoslaviske partisaner. Denne succes gav ham en tredje bjælke på hans DSO i juli 1945, og han blev også udnævnt til kommandør i den amerikanske Legion of Merit. Da han afgav kommandoen over divisionen den 22. november 1945 havde han sagt ja til at blive generalguvernør over New Zealand – den første med opvækst i New Zealand. Han forlod London den 3. maj 1946 efter at være blevet udnævnt til Knight Grand Cross of the Order of St Michael and St George. Hans forbindelser med hæren blev brudt da hans pensionering trådte i kraft den 10. september 1946.
Freyberg havde været god til at planlægge tilrettelagte angreb, såsom i Operation Supercharge ved el-Alamein, Operation Supercharge II i Tebagahullet, og ved stormen på Seniolinjen i 1945, men ved de to lejligheder, hvor Freyberg havde kommandoen over et korps – i slaget om Kreta og slaget om Monte Cassino – klarede han sig mindre godt. Igennem hele krigen viste han foragt for fare. Han udviste betydelig omsorg for sine soldaters velfærd og indtog en fornuftig holdning overfor disciplin og sikrede at hans folk havde sociale adspredelser. Han var blevet en meget populær leder blandt de newzealandske soldater da han forlod sin post i 1945.

## Efter krigen
Efter sin pensionering far hæren gjorde Freyberg tjeneste som generalguvernør over New Zealand fra 1946 til 1952. På denne post spillede han en meget aktiv rolle, og besøgte alle egne af New Zealand og tilhørende områder.  
Kronen adlede Freyberg som Baron Freyberg af Wellington i New Zealand og af Munstead i County of Surrey i 1951.
Efter sin tid som generalguvernør i New Zealand vendte Freyberg tilbage til England hvor han ofte deltog i møderne i Overhuset. Den 1. marts 1953 blev han vicekonstabel og generalløjtnant på Windsor Castle; og han opslog sin residens i Norman Gateway det følgende år. 
I 1955 åbnedes Freyberg High Schoo i Palmerston North, New Zealand.
Freyberg døde på Windsor den 4. juli 1963 efter at en af hans krigsskader var brudt op, og blev begravet på kirkegården ved St Martha on the Hill nær Guildford, Surrey. Hans kone ligger begravet ved hans side, og deres søn, som blev tildelt Military Cross, ligger for enden af deres grave. 

## Tiltaleform
Bemærk: En stjerne (*) angiver en bjælke til DSO.
- 1889 – 1914: Bernard Cyril Freyberg
- 1914 – 3. juni 1915: Commander (temp.) Bernard Cyril Freyberg, RNVR
- 3. juni 1915 – maj 1916: Commander (temp.) Bernard Cyril Freyberg, DSO, RNVR
- Maj – juni 1916: Captain Bernard Cyril Freyberg, DSO
- Juni – juli 1916: Captain (Temp. Major) Bernard Cyril Freyberg, DSO
- Juli – 12. december 1916: Captain (Temp. Lieutenant-Colonel) Bernard Cyril Freyberg, DSO
- 12. december 1916 – 1917: Captain (Temp. Lieutenant-Colonel) Bernard Cyril Freyberg, VC, DSO
- 1917 – 1. februar 1919: Captain (Temp. Brigadier) Bernard Cyril Freyberg, VC, DSO
- 1. februar – 7. marts 1919: Captain (Brevet Lieutenant-Colonel; Temp. Brigadier) Bernard Cyril Freyberg, VC, DSO*
- 7. marts – juni 1919: Captain (Brevet Lieutenant-Colonel) Bernard Cyril Freyberg, VC, DSO*
- Juni 1919 – 1920: Captain (Brevet Lieutenant-Colonel) Bernard Cyril Freyberg, VC, DSO**
- 1920 – 1927: Captain (Brevet Lieutenant-Colonel) Bernard Cyril Freyberg, VC, CMG, DSO**
- 1927 – 1929: Major (Brevet Lieutenant-Colonel) Bernard Cyril Freyberg, VC, CMG, DSO**
- 1929 – 1931: Lieutenant-Colonel Bernard Cyril Freyberg, VC, CMG, DSO**
- 1931 – 1934: Colonel Bernard Cyril Freyberg, VC, CMG, DSO**
- 1934 – 1935: Major-General Bernard Cyril Freyberg, VC, CMG, DSO**
- 1935 – 1941: Major-General Bernard Cyril Freyberg, VC, CB, CMG, DSO**
- 1941 – 1942: Lieutenant-General Sir Bernard Cyril Freyberg, VC, KBE, CB, CMG, DSO**
- 1942 – 1945: Lieutenant-General Sir Bernard Cyril Freyberg, VC, KCB, KBE, CMG, DSO**
- 1945 – 1946: Lieutenant-General Sir Bernard Cyril Freyberg, VC, KCB, KBE, CMG, DSO***
- 1946 – 1951: Lieutenant-General Sir Bernard Cyril Freyberg, VC, GCMG, KCB, KBE, DSO***
- 1951 – 1963: Lieutenant-General The Right Honourable The Lord Freyberg, VC, GCMG, KCB, KBE, DSO***

## Notes
1. ↑  Navnet er anført på engelsk og stammer fra Wikidata hvor navnet endnu ikke findes på dansk.
2. ↑  Navnet er anført på engelsk og stammer fra Wikidata hvor navnet endnu ikke findes på dansk.
3. 1 2 3 4  London Gazette: (Supplement)  no. 29866, page 12307, 1916-12-15. Hentet 2008-10-28.
4. ↑  London Gazette: no. 37453, page 767, 1946-02-01. Hentet 2008-10-28.
5. ↑  London Gazette: (Supplement)  no. 35794, page 3, 1942-11-20. Hentet 2008-10-28.
6. ↑  London Gazette: no. 34238, page 767, 1935-12-31. Hentet 2008-10-28.
7. 1 2 3 4  London Gazette: (Supplement)  no. 31219, page 3224, 1919-03-07. Hentet 2008-10-28.
8. 1 2  London Gazette: (Supplement)  no. 37161, page 3490, 1945-07-03. Hentet 2008-10-28.
9. ↑  London Gazette: (Supplement)  no. 29664, pages 6941–6952, 1916-09-11. Hentet 2008-10-28.
10. ↑  London Gazette: (Supplement)  no. 35821, page 5446, 1942-12-11. Hentet 2008-10-28.
11. ↑  London Gazette: (Supplement)  no. 36065, page 2866, 1943-06-22. Hentet 2008-10-28.
12. ↑  London Gazette: (Supplement)  no. 37368, page 5835, 1945-11-27. Hentet 2008-10-28.
13. ↑  London Gazette: no. 37417, page 203, 1946-01-01. Hentet 2008-10-28.
14. ↑  London Gazette: (Supplement)  no. 37204, page 3962, 1945-07-31. Hentet 2008-08-05.
15. ↑  London Gazette: (Supplement)  no. 35519, page 1595, 1942-04-07. Hentet 2008-10-28.
16. ↑  "Youngest General WW1". Arkiveret fra originalen 15. oktober 2013. Hentet 29. oktober 2009.
17. 1 2  Kay, p. 549
18. 1 2  London Gazette: (Supplement)  no. 29626, page 6042, 1916-06-16. Hentet 2008-10-28.
19. ↑  London Gazette: (Supplement)  no. 31259, page 4157, 1919-03-28. Hentet 7. marts 2009.
20. ↑  London Gazette: (Supplement)  no. 30106, page 5400, 1917-06-01. Hentet 2008-10-28.
21. ↑  London Gazette: (Supplement)  no. 31583, page 12214, 1919-10-03. Hentet 2008-10-28.
22. ↑  London Gazette: no. 33281, page 3629, 1927-06-03. Hentet 2008-10-28.
23. ↑  London Gazette: no. 33463, page 867, 1929-02-29. Hentet 2008-10-28.
24. ↑  London Gazette: no. 33699, page 1802, 1931-03-17. Hentet 2008-10-28.
25. ↑  London Gazette: no. 33978, page 6014, 1933-09-15. Hentet 2008-10-28.
26. ↑  London Gazette: no. 34070, page 4591, 1934-07-17. Hentet 2008-10-28.
27. ↑  London Gazette: no. 34444, page 6372, 1937-10-15. Hentet 2008-10-28.
28. ↑  London Gazette: (Supplement)  no. 34758, page 8531, 1939-12-22. Hentet 2008-10-28.
29. ↑  "The controversies - The Battle for Crete". New Zealand History online. Ministry for Culture and Heritage. Arkiveret fra originalen 16. december 2008. Hentet 2009-07-09.
30. ↑  Stevens (1962), p. 121. Ifølge gammel overtro kunne den øglelignende salamander leve i ild.
31. ↑  London Gazette: no. 39362, page 5437, 1951-10-19. Hentet 2008-10-28.
32. ↑  London Gazette: no. 39791, page 1243, 1953-03-03. Hentet 2008-10-28.

## Eksterne kilder
- Officiel biografi på Government House, Wellington. Hentet 14. februar 2006.
- First World War.com – Who's Who – Bernard Freyberg. Hentet 14. februar 2006.
- "Freyberg, Bernard Cyril" at the Dictionary of New Zealand Biography. Hentet 14. februar 2006.
- Newzealandske tropper som har fået Victoria Cross. Hentet 14. februar 2006.
- Placering af grav og VC medalje Arkiveret 4. december 2004 hos  Wayback Machine (Surrey). Hentet 14. februar 2006.
- Foto af Generalerne Freyberg og Morshead i samtale i et granathul i Nordafrika